# 12622 Доппелмайр
12622 Доппелмайр  (12622 Doppelmayr) — астероїд головного поясу, відкритий 24 вересня 1960 року.
Тіссеранів параметр щодо Юпітера — 3,390.